# Leucotmemis flavidior
Leucotmemis flavidior là một loài bướm đêm thuộc phân họ Arctiinae, họ Erebidae.